# تودوروکی ریوکوچی
تودوروکی ریوکوچی (به ژاپنی: 等々力緑地 Todoroki Ryokuchi)، یک پارک واقع در ناکاهارا-کو، کاواساکی در کاواساکی، کاناگاوا در استان کاناگاوا است. این شهر به دلیل امکانات ورزشی خود از جمله یک ورزشگاه دو و میدانی، سالن بدنسازی، زمین بیس‌بال، استخر، زمین تنیس مشهور است و همچنین حاوی موزه است.